# Robert Helman
Pour les articles homonymes, voir Helman.
Robert Helman est un peintre français né le 9 février 1910 à Galați en Roumanie et décédé le 7 novembre 1990. Il appartient à la seconde École de Paris.

## Biographie
Né à Galați (Galatz) en Roumanie, Robert Helman vient à Paris en 1927, pour étudier le droit et devient avocat. En 1939, la guerre l'oblige à se réfugier à Barcelone où il commence à peindre. Il noue une solide amitié avec le peintre Mané Katz. 
Revenu à Paris, à la fin de la Seconde Guerre mondiale il se destine définitivement à la peinture, vocation à laquelle ses parents s'étaient opposés. Il est alors proche des peintres Jean-Michel Atlan, Lan-Bar, ORAZI, Oscar Dominguez et Antoni Clavé, de l'éditeur Maurice Nadeau, des critiques Pierre Descargues et Pierre Restany, des poètes Philipe Soupault, Alain Bosquet et Max-Pol Fouchet. Il expose au Salon des réalités nouvelles.
Il réalise de nombreuses expositions personnelles en galerie, en France, aux États-Unis, en Suisse en Italie, ou en Israël. En 1983, le musée d'art moderne de la ville de Paris organise une rétrospective de son œuvre. En 1990, la fondation Cartier lui rend hommage quelques mois avant son décès le 7 novembre.
Il est le père du cinéaste Henri Helman.

## Œuvre
L'œuvre de Robert Helman se construit autour du cycle de la nature par l'usage de métaphores visuelles qui évoquent les forces de la terre : le vent, l'arbre, la forêt dont rendent compte les titres de ses séries, Racines, Branche, Arbres, Germinations ou Paysages Imaginaires de la Genèse, tentatives selon le peintre de peindre l'insaisissable comme un champ spirituel.

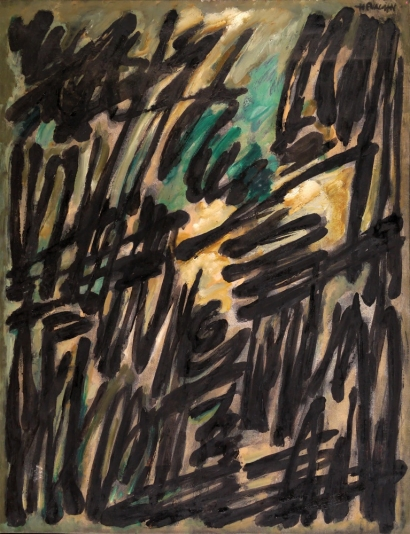
Forêt (1960)

## Expositions
- 1947 : Galerie Denise Breteau, Paris (catalogue : préface de Georges Boudaille)
- 1948 : Galerie Louis Manteau, Bruxelles
- 1952 : Galerie Mouradian et Vallotton, Paris
- 1954 : Galerie Elisabeth Nelson, Chicago
- 1955, 1961, galerie Octobon, Saint-Paul-de-Vence
- 1957 : Galerie Bénézit, Paris
- 1959 : Galerie La Hune, Paris
- 1961 : Galerie Blu, Milan (catalogue : préface de Pierre Restany)
- 1963 : Galerie Beno d'Incelli, Paris
- 1969 : Robert Helman : peintures, gouaches, lithographies, Musée de Tel-Aviv, Beit Dizengoff, mai-juin 1969 (catalogue : préface de Haïm Gamzu)
- 1972, 1980, 1981, Greer et Allan Rich gallery, New York
- 1974 : Galerie Verbeke, Paris
- 1976 : Galerie Artcurial, Paris
- 1981, 1984, 1987, 1989, galerie Limmer, Fribourg
- 1983 : Robert Helman, peintures 1943-1983, Orangerie de Bagatelle, Paris, 1983 (catalogue : préface de Françoise Marquet, conservatrice au Musée d'Art moderne de la ville de Paris)
- 1986, 1987, 1988, Galerie La Pochade, Paris, (catalogue, préface de Pierre Brisset)
- 2007 : Robert Helman, Musée d'Unterlinden, Colmar, 16 juin-14 octobre 2007 (catalogue)
- 2010 : Robert Helman, Orangerie des Musées de Sens, 27 juin-26 septembre 2010 (catalogue : préface de Lydia Harambourg  (ISBN 978-2-7022-0920-2)

## Collections publiques
- Centre national d'art et de culture Georges-Pompidou (CNAC) - Beaubourg
- Musée d'art moderne de Troyes
- Tate Modern Londres
- Musée de Sens
- Musée des beaux-arts de Dijon, donation Granville
- Fonds national d'art contemporain de la Ville de Paris (FNAC)
- Fonds national d'art contemporain de La Défense (FNAC)
- Musée Unterlinden de Colmar
- Galerie civique d'art moderne et contemporain de Turin
- Stadtmuseum, Stuttgart